# Scapricciatiello
Scapricciatello è una canzone in lingua napoletana, basata sul testo di Pacifico Vento con la musica di Ferdinando Albano, pubblicato su 78 giri nel 1954, come lato B di Maruzzella.

## Esecuzioni
Segue un elenco parziale degli artisti che hanno cantato Scapricciatello: 

- Carla Boni e Gino Latilla
- Renzo Arbore
- Neil Sedaka
- Roberto Murolo
- Maria Nazionale
- Gianni Nazzaro
- Giacomo Rondinella
- Mario Trevi
- Claudio Villa
- Gigi Finizio[senza fonte]